# Grand Prix Jihoafrické republiky 1970
Grand Prix Jihoafrické republiky 1970 (oficiálně Fourth AA Grand Prix of South Africa) se jela na okruhu Kyalami v Midrandu v Jihoafrické republice dne 7. března 1970. Závod byl prvním v pořadí v sezóně 1970 šampionátu Formule 1.

## Kvalifikace
| Poř. | No. | Jezdec               | Konstruktér    | Tým                           | Čas    | Ztráta |
| ---- | --- | -------------------- | -------------- | ----------------------------- | ------ | ------ |
| 1    | 1   | Jackie Stewart       | March-Ford     | Tyrrell Racing Organisation   | 1:19.3 | —      |
| 2    | 15  | Chris Amon           | March-Ford     | March Engineering             | 1:19.3 | —      |
| 3    | 12  | Jack Brabham         | Brabham-Ford   | Motor Racing Developments Ltd | 1:19.6 | +0.3   |
| 4    | 9   | Jochen Rindt         | Lotus-Ford     | Gold Leaf Team Lotus          | 1:19.9 | +0.6   |
| 5    | 17  | Jacky Ickx           | Ferrari        | Scuderia Ferrari SpA SEFAC    | 1:20.0 | +0.7   |
| 6    | 6   | Denny Hulme          | McLaren-Ford   | Bruce McLaren Motor Racing    | 1:20.1 | +0.8   |
| 7    | 7   | John Surtees         | McLaren-Ford   | Team Surtees                  | 1:20.2 | +0.9   |
| 8    | 3   | Jean-Pierre Beltoise | Matra          | Equipe Matra Elf              | 1:20.2 | +0.9   |
| 9    | 16  | Jo Siffert           | March-Ford     | March Engineering             | 1:20.2 | +0.9   |
| 10   | 5   | Bruce McLaren        | McLaren-Ford   | Bruce McLaren Motor Racing    | 1:20.3 | +1.0   |
| 11   | 8   | Mario Andretti       | March-Ford     | STP Corporation               | 1:20.5 | +1.2   |
| 12   | 19  | Jackie Oliver        | BRM            | Owen Racing Organisation      | 1:20.9 | +1.6   |
| 13   | 25  | Dave Charlton        | Lotus-Ford     | Scuderia Scribante            | 1:20.9 | +1.6   |
| 14   | 10  | John Miles           | Lotus-Ford     | Gold Leaf Team Lotus          | 1:21.0 | +1.7   |
| 15   | 14  | Rolf Stommelen       | Brabham-Ford   | Auto Motor Und Sport          | 1:21.2 | +1.9   |
| 16   | 20  | Pedro Rodríguez      | BRM            | Owen Racing Organisation      | 1:21.3 | +2.0   |
| 17   | 2   | Johnny Servoz-Gavin  | March-Ford     | Tyrrell Racing Organisation   | 1:21.4 | +2.1   |
| 18   | 4   | Henri Pescarolo      | Matra          | Equipe Matra Elf              | 1:21.5 | +2.2   |
| 19   | 11  | Graham Hill          | Lotus-Ford     | Rob Walker Racing Team        | 1:21.6 | +2.3   |
| 20   | 22  | Piers Courage        | De Tomaso-Ford | Frank Williams Racing Cars    | 1:22.0 | +2.7   |
| 21   | 24  | Peter de Klerk       | Brabham-Ford   | Team Gunston                  | 1:22.7 | +3.4   |
| 22   | 23  | John Love            | Lotus-Ford     | Team Gunston                  | 1:23.1 | +3.8   |
| 23   | 21  | George Eaton         | BRM            | Owen Racing Organisation      | 1:24.6 | +5.3   |

## Závod
| Poř.   | No. | Jezdec               | Konstruktér    | Počet kol | Čas/Odstoupení        | Pořadí na startu | Body |
| ------ | --- | -------------------- | -------------- | --------- | --------------------- | ---------------- | ---- |
| 1      | 12  | Jack Brabham         | Brabham-Ford   | 80        | 1:49:34.6             | 3                | 9    |
| 2      | 6   | Denny Hulme          | McLaren-Ford   | 80        | + 8.1                 | 6                | 6    |
| 3      | 1   | Jackie Stewart       | March-Ford     | 80        | + 17.1                | 1                | 4    |
| 4      | 3   | Jean-Pierre Beltoise | Matra          | 80        | + 1:13.1              | 8                | 3    |
| 5      | 10  | John Miles           | Lotus-Ford     | 79        | + 1 kolo              | 14               | 2    |
| 6      | 11  | Graham Hill          | Lotus-Ford     | 79        | + 1 kolo              | 19               | 1    |
| 7      | 4   | Henri Pescarolo      | Matra          | 78        | + 2 kola              | 18               |      |
| 8      | 23  | John Love            | Lotus-Ford     | 78        | + 2 kola              | 22               |      |
| 9      | 20  | Pedro Rodríguez      | BRM            | 76        | + 4 kola              | 16               |      |
| 10     | 16  | Jo Siffert           | March-Ford     | 75        | + 5 kol               | 9                |      |
| 11     | 24  | Peter de Klerk       | Brabham-Ford   | 75        | + 5 kol               | 21               |      |
| 12     | 25  | Dave Charlton        | Lotus-Ford     | 73        | Motor                 | 13               |      |
| 13     | 9   | Jochen Rindt         | Lotus-Ford     | 72        | Motor                 | 4                |      |
| Ret    | 17  | Jacky Ickx           | Ferrari        | 60        | Motor                 | 5                |      |
| Ret    | 7   | John Surtees         | McLaren-Ford   | 60        | Motor                 | 7                |      |
| Ret    | 21  | George Eaton         | BRM            | 58        | Motor                 | 23               |      |
| Ret    | 2   | Johnny Servoz-Gavin  | March-Ford     | 57        | Motor                 | 17               |      |
| Ret    | 5   | Bruce McLaren        | McLaren-Ford   | 39        | Motor                 | 10               |      |
| Ret    | 22  | Piers Courage        | De Tomaso-Ford | 39        | Nehoda                | 20               |      |
| Ret    | 8   | Mario Andretti       | March-Ford     | 26        | Přehřátí              | 11               |      |
| Ret    | 14  | Rolf Stommelen       | Brabham-Ford   | 23        | Motor                 | 15               |      |
| Ret    | 19  | Jackie Oliver        | BRM            | 22        | Převodovka            | 12               |      |
| Ret    | 15  | Chris Amon           | March-Ford     | 14        | Přehřátí              | 2                |      |
| DNS    | 11  | Brian Redman         | Lotus-Ford     |           | Vůz řídil Graham Hill |                  |      |
| Zdroj: |     |                      |                |           |                       |                  |      |

## Průběžné pořadí po závodě
Pohár jezdců
| Pořadí | Jezdec               | Body |
| ------ | -------------------- | ---- |
| 1      | Jack Brabham         | 9    |
| 2      | Denny Hulme          | 6    |
| 3      | Jackie Stewart       | 4    |
| 4      | Jean-Pierre Beltoise | 3    |
| 5      | John Miles           | 2    |
| Zdroj: |                      |      |

Pohár konstruktérů
| Pořadí | Konstruktér  | Body |
| ------ | ------------ | ---- |
| 1      | Brabham-Ford | 9    |
| 2      | McLaren-Ford | 6    |
| 3      | March-Ford   | 4    |
| 4      | Matra        | 3    |
| 5      | Lotus-Ford   | 2    |
| Zdroj: |              |      |